# (474106) 2016 LZ23
(474106) 2016 LZ23 es un asteroide perteneciente al cinturón de asteroides, descubierto el 3 de noviembre de 2008 por el equipo del Mount Lemmon Survey desde el Observatorio del Monte Lemmon, Arizona, Estados Unidos.

## Designación y nombre
Designado provisionalmente como 2016 LZ23.

## Características orbitales
2016 LZ23 está situado a una distancia media del Sol de 2,807 ua, pudiendo alejarse hasta 3,054 ua y acercarse hasta 2,560 ua. Su excentricidad es 0,088 y la inclinación orbital 6,062 grados. Emplea 1718 días en completar una órbita alrededor del Sol.

## Características físicas
La magnitud absoluta de 2016 LZ23 es 16,616.